# Tełekom Donieck
Tełekom Donieck (ukr. Міні-футбольний клуб «Телеком» Донецьк, Mini-Futbolnyj Kłub "Tełekom" Donećk) – ukraiński klub futsalu, mający siedzibę w mieście Donieck. Od sezonu 1999/2000 do 2000/01 występował w futsalowej Wyższej Lidze Ukrainy.

## Historia
Chronologia nazw:
- 1998: Tełekom Donieck (ukr. «Телеком» Донецьк)
- 2001: klub rozwiązano

Klub futsalowy Tełekom Donieck został założony w Doniecku w 1998 roku i reprezentował firmę Tełekom. W sezonie 1998/99 zespół startował w profesjonalnych rozgrywkach Pierwszej Ligi, zajmując w finale 4.miejsce. W sezonie 1999/2000 debiutował w Wyższej Lidze, zajmując 10.miejsce. W następnym sezonie 2000/01 zakończył na 11.pozycji. Przed rozpoczęciem sezonu 2001/02 klub zrezygnował z dalszych występów i został rozwiązany.

## Sukcesy

### Trofea międzynarodowe
Nie uczestniczył w rozgrywkach europejskich (stan na 31-05-2019).

### Trofea krajowe
| \| \| Zdobyte trofea w rozgrywkach Ukrainy (stan na: 31-05-2019) \| |                                                            |      |           |
| Rozgrywki                                                           | Osiągnięcie                                                | Razy | Sezon(y)  |
| · Mistrzostwo                                                       | I miejsce                                                  | 0    |           |
| · Mistrzostwo                                                       | II miejsce                                                 | 0    |           |
| · Mistrzostwo                                                       | III miejsce                                                | 0    |           |
| · Mistrzostwo                                                       | 10.miejsce                                                 | 1    | 1999/2000 |
| Puchar                                                              | zdobywca                                                   | 0    |           |
| Puchar                                                              | finalista                                                  | 0    |           |
| II liga                                                             | I miejsce                                                  | 0    |           |
| II liga                                                             | II miejsce                                                 | 0    |           |
| II liga                                                             | III miejsce                                                | 0    |           |
| II liga                                                             | 4.miejsce                                                  | 1    | 1998/99   |
| Ukraina                                                             | Zdobyte trofea w rozgrywkach Ukrainy (stan na: 31-05-2019) |      |           |

## Struktura klubu

### Stadion
Klub rozgrywał swoje mecze domowe w Hali SK Donbas w Doniecku. Pojemność: 500 miejsc siedzących.

### Sponsorzy
- "Tełekom"